# Expedición punitiva contra Francisco Villa
La Expedición Pancho Villa (ahora conocida oficialmente en Estados Unidos como la Expedición Mexicana) fue una operación militar llevada a cabo por el Ejército de los Estados Unidos contra las fuerzas guerrilleras del revolucionario mexicano Francisco "Pancho" Villa del 14 de marzo de 1916 al 7 de febrero de 1917, durante la Revolución Mexicana de 1910-1920.
La expedición fue lanzada en represalia por el ataque de Villa a la ciudad de Columbus, Nuevo México, y fue el acontecimiento más recordado de la Guerra de la Frontera Mexicana. El objetivo declarado de la expedición por la Wilson era la captura de Villa. A pesar de localizar y derrotar al grueso del mando de Villa responsable del asalto a Columbus, las fuerzas estadounidenses no pudieron lograr el objetivo principal declarado por Wilson de impedir la huida de Villa.
La búsqueda activa de Villa terminó después de un mes en el campo cuando las tropas enviadas por Venustiano Carranza, el jefe de los Facción Constitucionalista de la revolución y entonces jefe del gobierno mexicano, resistieron la incursión estadounidense. Las fuerzas constitucionalistas usaron las armas en el pueblo de Hidalgo del Parral para resistir el paso de una columna del ejército estadounidense. La misión estadounidense fue cambiada para evitar nuevos ataques contra ella por parte de tropas mexicanas y para planificar la posibilidad de una guerra.  Cuando se evitó la guerra diplomáticamente, la expedición permaneció en México hasta febrero de 1917 para animar al gobierno de Carranza a perseguir a Villa y evitar nuevas incursiones a través de la frontera.

## Trasfondo
Después de su derrota militar ante las fuerzas constitucionalistas, Francisco Villa se replegó a Aguascalientes. Posteriormente le sucederían una serie de derrotas en diversos estados de la república que terminarían por retornarlo al estatus que tenía antes de la revolución: un bandolero. Los problemas entre Estados Unidos y Pancho Villa habían ido en aumento desde octubre de 1915, cuando el gobierno estadounidense reconoció oficialmente al rival y antiguo aliado de Villa Venustiano Carranza como jefe del gobierno de México. Estados Unidos también proporcionó transporte ferroviario a través de Estados Unidos, desde Eagle Pass, Texas, hasta Douglas, Arizona, para trasladar a más de 5000 fuerzas carrancistas para luchar contra Villa en la Batalla de Agua Prieta; la experimentada División del Norte de Villa fue aplastada.
Sintiéndose traicionado, Villa comenzó a atacar a ciudadanos estadounidenses y sus propiedades en el norte de México.  El 26 de noviembre de 1915, Villa envió una fuerza para atacar la ciudad de Nogales y en el transcurso de la subsecuente batalla, se enfrentó a fuerzas estadounidenses antes de retirarse.
Al amanecer del 9 de marzo de 1916 un grupo de 589 personas, incluyendo 16 vaqueros que fueron reclutados forzosamente cerca de Colina de Pacheco, atacaron el pueblo de Columbus, Nuevo México, como respuesta al reconocimiento oficial del régimen carrancista por parte de los Estados Unidos. Otras versiones también mencionan que buscaban a Samuel Ravel  y su hermano que tenían dos hoteles, gracias a negocios anteriores con Villa, y dos ferreterías en las cuales vendían armas, entre otras cosas, y que había defraudado a los villistas que trataban de comprarle armamento para seguir en lucha contra los carrancistas, pretendían robar al banco local y hacerse con cuantas municiones fuera posible. Incluso se menciona que este ataque fue una treta para evitar que los Estados Unidos no intervinieran en la Primera Guerra Mundial.
Solo atacaron a civiles que disparaban a los invasores y a la guarnición militar que defendía el pueblo. En Columbus los villistas atacaron un destacamento de caballería del ejército estadounidense, capturando 80 caballos, 30 mulas y 300 fusiles. Incendiaron algunos edificios del pueblo, como un hotel desde donde los civiles les disparaban. En realidad, los civiles provocaron muchas más bajas a los villistas que la guarnición, que fue tomada desprevenida. Murieron 17 militares estadounidenses y 10 civiles; 73 villistas murieron en el ataque y 7 fueron capturados. 

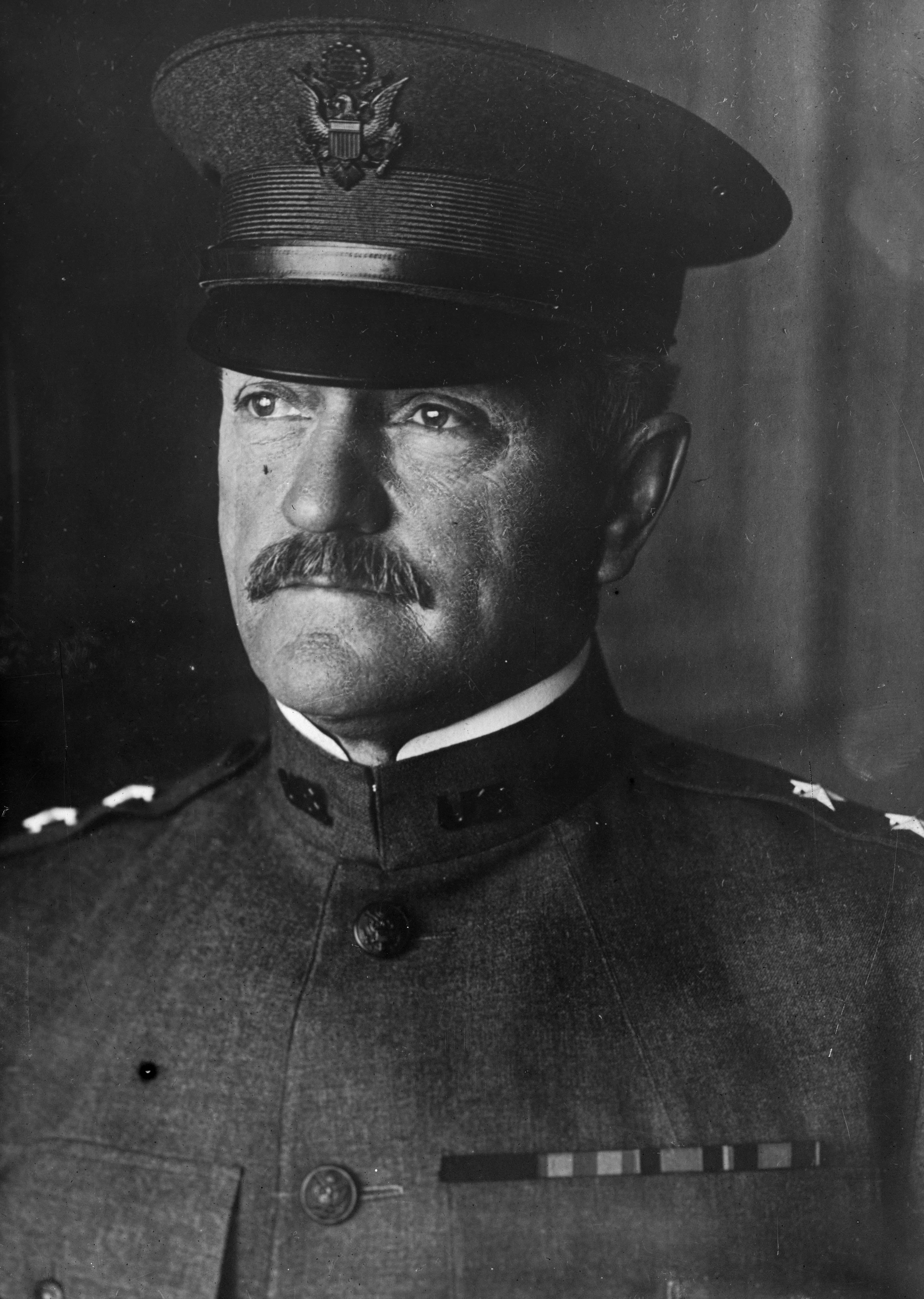
J.J. Pershing.

El 11 de enero de 1916, dieciséis empleados estadounidenses de American Smelting and Refining Company fueron bajados de un tren cerca de Santa Isabel, Chihuahua, y sumariamente desnudados y ejecutados. El general de brigada John J. Pershing, al mando del distrito con sede en Fort Bliss, Texas, recibió información de que Villa con una nueva fuerza estaba en la frontera y a punto de realizar un ataque que obligaría a Estados Unidos a intervenir, poniendo en aprietos al gobierno de Carranza.   Las incursiones eran tan comunes, sin embargo, que el rumor no fue visto como creíble.
Sin embargo, alrededor de las 4:00 am del 9 de marzo de 1916, las tropas de Villa atacaron Columbus, Nuevo México, y Camp Furlong, el puesto del ejército estadounidense allí, donde cuatro tropas (alrededor de 240 soldados) del 13º Regimiento de Caballería habían estado estacionadas desde septiembre de 1912. Diez civiles y ocho soldados murieron en el ataque, y dos civiles y seis soldados resultaron heridos. Los asaltantes quemaron la ciudad, robaron caballos y mulas, y se apoderaron de ametralladoras, municiones y mercancías antes de huir de vuelta a México.
Los soldados de Villa habían sufrido pérdidas considerables, con al menos 67 muertos y docenas más de heridos. Muchas de las bajas se produjeron cuando la tropa ametralladora del 13º de Caballería dirigida por 2nd Lt. John P. Lucas instaló sus Hotchkiss M1909 Benet-Mercie bajo fuego a lo largo del límite norte de Camp Furlong, disparando más de 5000 cartuchos cada una utilizando el resplandor de los edificios en llamas para iluminar los objetivos.
Unos 13 de los heridos de Villa murieron más tarde a causa de sus heridas, y cinco villistas heridos hechos prisioneros por los americanos fueron juzgados y ahorcados por asesinato. La tradición local de Columbus sostiene que el ataque pudo deberse a un comerciante de Columbus que suministró armas y municiones a Villa. Se dice que Villa pagó varios miles de dólares en efectivo por las armas, pero el comerciante se negó a entregarlas a menos que se le pagara en oro, dando "causa" al asalto.

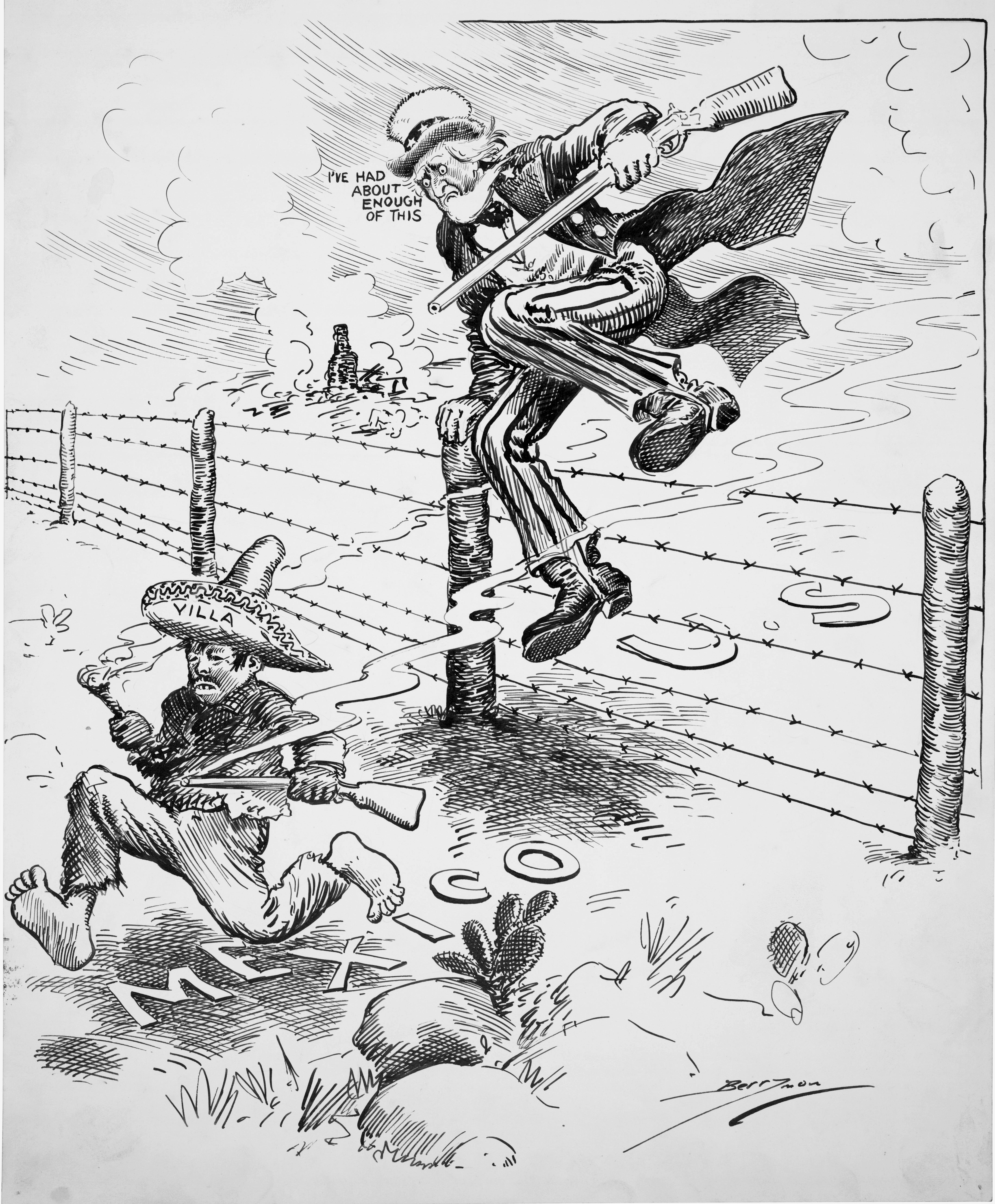
"Ya tengo bastante de esto". Tío Sam saltando la valla fronteriza con México para perseguir a (Pancho) Villa.

Al día siguiente, siguiendo las recomendaciones de los comandantes de sus regimientos de caballería, el comandante general del Departamento del Sur Frederick Funston recomendó una persecución inmediata a México. El presidente estadounidense Woodrow Wilson estuvo de acuerdo, designó a Pershing para comandar la fuerza y emitió una declaración a la prensa:
Una fuerza adecuada será enviada inmediatamente en persecución de Villa con el único objetivo de capturarlo y poner fin a sus incursiones. Esto puede hacerse y se hará con la ayuda totalmente amistosa de las autoridades constituidas en México y con escrupuloso respeto a la soberanía de esa República.

## En busca de Villa

### Fase de persecución

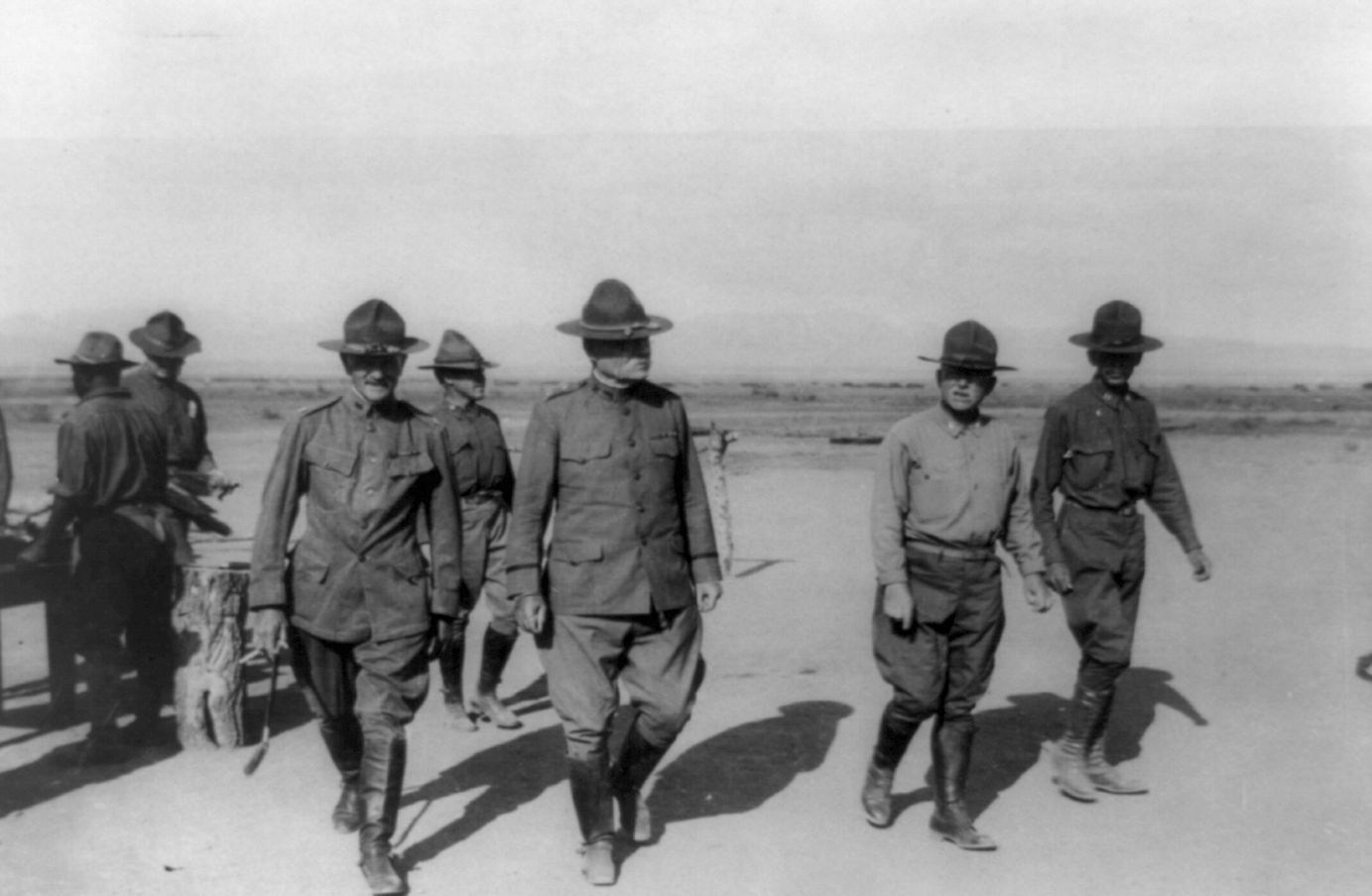
El General J.J. Pershing y el general Bliss inspeccionando el campamento.

La Expedición Punitiva se internó en Chihuahua el 15 de marzo de 1916.  Venustiano Carranza protestó contra la intromisión, mientras los villistas practicaban la guerra de guerrillas contra los estadounidenses. En septiembre México retiró su embajador en Washington.
Si bien durante once meses los 4800 soldados (que luego ascenderían a cerca de 12 000), acompañados de cañones, morteros e inclusive un escuadrón áreo recorrieron las montañas del inmenso estado de Chihuahua, hasta unos 600 km dentro de México, llegando rumbo al sur hasta la ciudad de Parral, no lograron encontrar a Villa. Era evidente que los estadounidenses solo eran dueños del terreno que pisaban, por lo que retrocedieron a sus bases en el norte de México.
Pershing reunió una fuerza expedicionaria compuesta principalmente por caballería y artillería a caballo, las unidades de caballería estaban armadas con ametralladoras M1909, rifle Springfield M1903s, y pistolas semiautomáticas M1911. El 15 de marzo de 1916,  organizó en una división provisional de tres brigadas (cuatro regimientos de caballería, dos de infantería, y 6600 hombres), la expedición cruzó la frontera con México para buscar a Villa, marchando en dos columnas desde Columbus y Culberson's Ranch

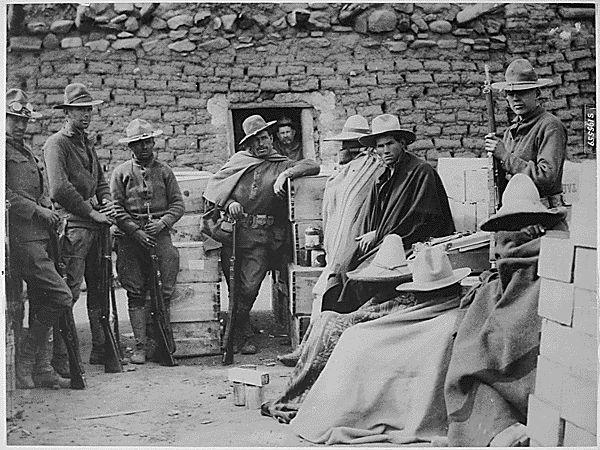
Villistas capturados el 27 de abril de 1916 por soldados estadounidenses en Chihuahua.

Pershing tuvo éxito dispersando las fuerzas mexicanas que habían atacado Columbus, pero Pancho Villa, desapareció en el territorio mexicano y nunca fue capturado.
La 2ª Brigada Provisional de Caballería llegó a Colonia Dublán al anochecer del 17 de marzo, donde Pershing estableció la base principal de operaciones de la campaña. El 1er Escuadrón Aéreo, incluido en la expedición para tareas de enlace y reconocimiento aéreo por orden del Secretario de Guerra de los Estados Unidos Newton Baker, partió de San Antonio, Texas, el 13 de marzo por ferrocarril con ocho aviones Curtiss JN3 y realizó el primer reconocimiento aéreo de la zona desde Columbus el 16 de marzo, al día siguiente de su llegada. Todo el escuadrón voló al campamento avanzado en Colonia Dublán el 19 y 20 de marzo, perdiendo dos aviones en el proceso.

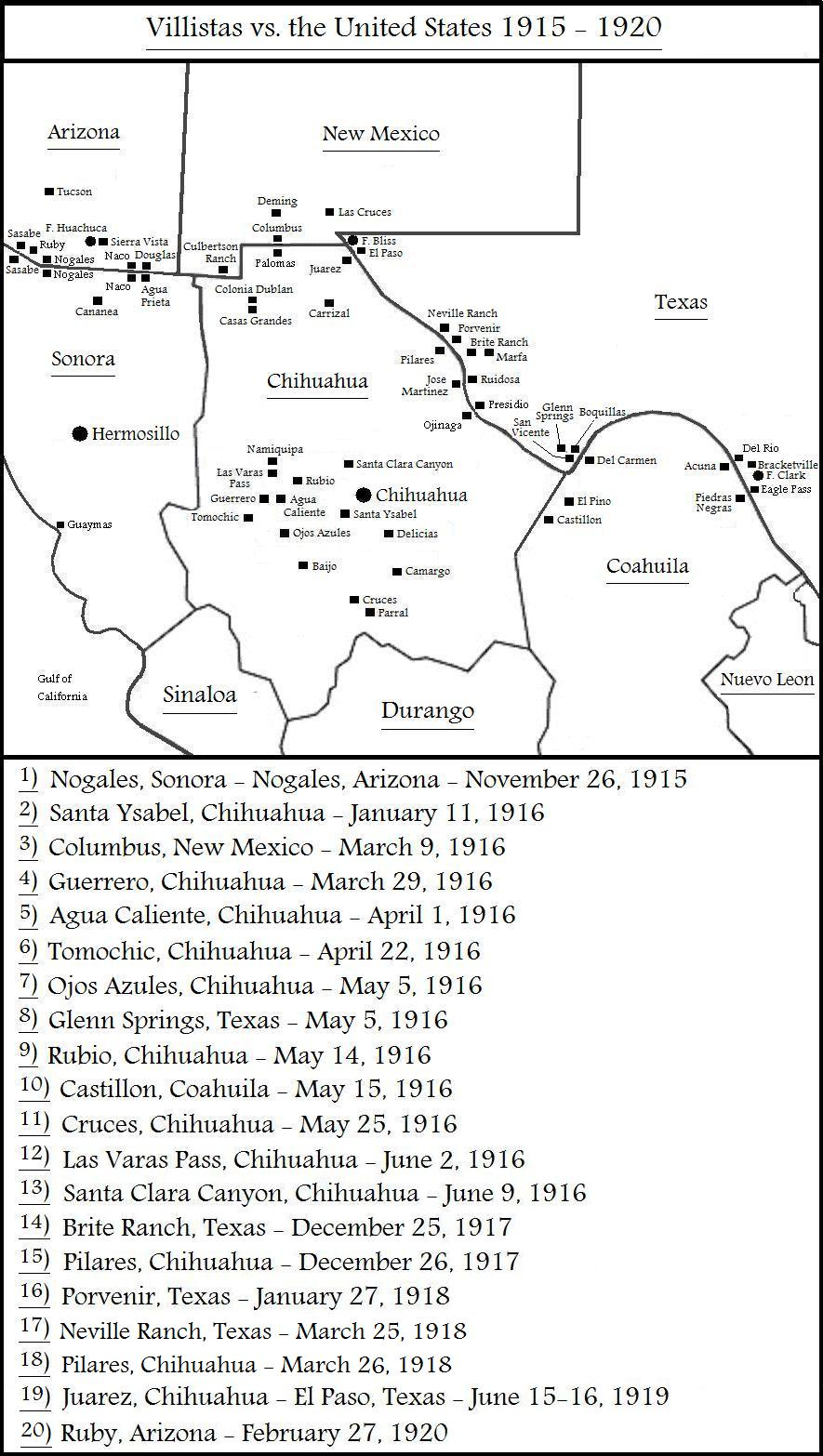
Mapa de ataques y presencia villista

Pershing envió inmediatamente al 7º de Caballería (siete tropas en dos escuadrones) hacia el sur justo después de la medianoche del 18 de marzo para iniciar la persecución, seguido por el 10º de Caballería que se desplazó por ferrocarril dos días después. Del 20 al 30 de marzo, mientras el 11º de Caballería llegaba a Columbus en tren desde Fort Oglethorpe, Georgia, y luego marchaba a la fuerza hacia México, Pershing envió cuatro "columnas volantes" adicionales a través del territorio montañoso en los huecos entre las tres columnas originales.
El persistente clima invernal hasta principios de abril, con noches especialmente frías a gran altitud, dificultó tanto la persecución como la logística. Un regimiento adicional de caballería y dos de infantería fueron añadidos a la expedición a finales de abril, lo que elevó su tamaño total a 4.800 hombres. Finalmente, más de 10.000 hombres -prácticamente todas las unidades disponibles del Ejército Regular y tropas adicionales de la Guardia Nacional- se comprometieron con la expedición, ya fuera en México o en sus unidades de apoyo en Columbus.

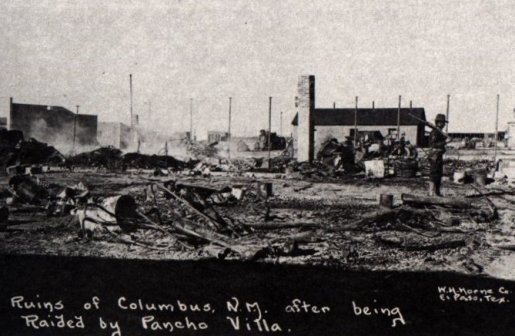
Ruinas de la ciudad de Columbus, después de la Batalla, después de ser atacado por Pancho Villa

Debido a las disputas con el gobierno de Carranza sobre el uso del Ferrocarril del Noroeste de México para abastecer a las tropas de Pershing, el Ejército de los Estados Unidos empleó camiones para transportar suministros al campamento donde el Signal Corps también estableció un servicio de telégrafo inalámbrico desde la frontera hasta el cuartel general de Pershing. Este fue el primer uso de convoyes de camiones en una operación militar estadounidense y proporcionó una experiencia útil para la Primera Guerra Mundial.
Durante esta fase de la campaña Pershing mantuvo un pequeño cuartel general móvil de 30 hombres que utilizaba un Dodge de turismo como transporte personal, para mantenerse al tanto de las columnas en movimiento y controlar sus movimientos, empleando aviones del 1er Escuadrón Aéreo como mensajeros. Su cuartel general avanzó hasta el campo del 1er Escuadrón Aéreo en Satevó, al sureste de la ciudad de Chihuahua, antes de retroceder a finales de abril.
Villa llevaba seis días de ventaja en la persecución, lo que prácticamente aseguraba que sus fuerzas se dividirían con éxito en bandas más pequeñas y él podría ocultarse en las montañas sin caminos. Sin embargo, estuvo a punto de ser atrapado por las marchas forzadas de las columnas de caballería perseguidoras cuando se detuvo imprudentemente en su retirada para atacar a una guarnición carrancista. La Batalla de Guerrero se libró el 29 de marzo de 1916, tras una marcha nocturna de 55 millas a través de la nevada Sierra Madre por el Coronel George A. Dodd y 370 hombres del Séptimo de Caballería. 360 villistas se habían quedado en Guerrero celebrando la victoria obtenida sobre la guarnición Carrancista y 160 más se encontraban en el valle contiguo, en la cercana San Ysidro.
La fuerza de Dodd fue inesperada por los villistas, que se dispersaron apresuradamente cuando las tropas estadounidenses aparecieron en los escarpados acantilados orientales que dominaban la ciudad. Dodd atacó inmediatamente, enviando un escuadrón al oeste alrededor del pueblo para bloquear las rutas de escape y avanzando con el otro. Una carga planeada se frustró cuando los caballos fatigados fueron incapaces de alcanzar la marcha adecuada.
.

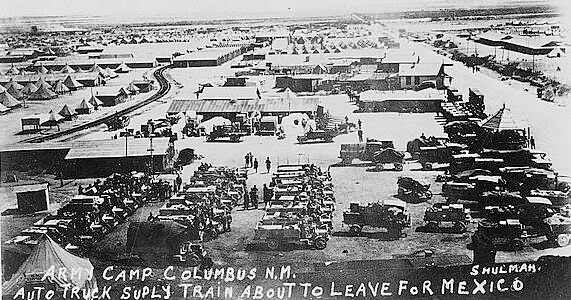
Zona de parada de los trenes de camiones que abastecieron a las tropas del general John J. Pershing durante la Expedición Pancho Villa, en Columbus, Nuevo México

La batalla se considera el enfrentamiento más exitoso de la expedición y posiblemente lo más cerca que estuvieron los hombres de Pershing de capturar Villa.
Tras avanzar desde Namiquipa el 24 de marzo hasta San Diego del Monte (Cuauhtémoc), el 10º de Caballería quedó aislado del cuartel general de Pershing por una feroz tormenta de nieve el 31 de marzo. Un escuadrón del 10º marchó hacia Guerrero tras recibir informes de la acción allí y al mediodía del 1 de abril se produjo un encuentro de combate con uno de los grupos villistas en retirada, de 150 hombres, al mando de Francisco Beltrán en un rancho cerca de Agua Caliente, municipio de Ocampo.
Al dividirse en grupos aún más pequeños y retirarse por una cresta boscosa, algunos de los villistas intentaron defenderse detrás de un muro de piedra, lo que dio lugar a lo que supuestamente fue la primera carga de caballería montada por tropas estadounidenses desde 1898, dirigida por el mayor Charles Young. La persecución duró hasta el anochecer y los Soldados Búfalo mataron al menos a dos villistas que quedaban en el campo y derrotaron al resto sin pérdidas.La acción también fue la primera vez que el Ejército de EE. UU. utilizó fuego en picado por ametralladoras para apoyar un ataque.

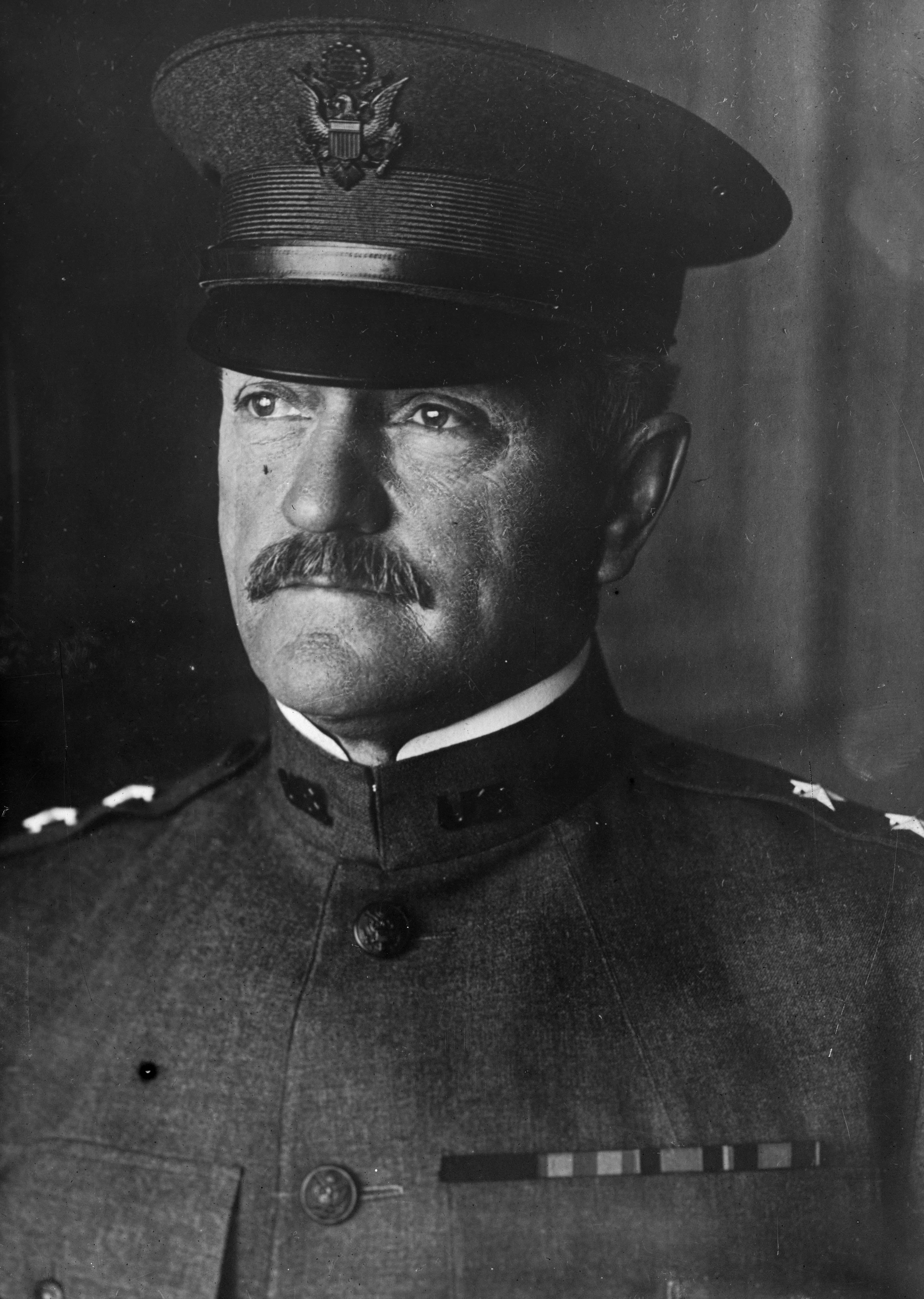
Maj. Gen. John Pershing del Ejército Nacional

Las columnas se adentraron más en México, aumentando las tensiones entre Estados Unidos y el gobierno de Carranza. El 12 de abril de 1916, el Mayor Frank Tompkins y las Tropas K y M, 13.º de Caballería, con un total de 128 hombres, fueron atacados Batalla de Parral por aproximadamente 500 soldados mexicanos cuando salían de la ciudad de Parral, 513 millas dentro de México y casi hasta el estado de Durango, luego de violentas protestas de la población civil. 
A Tompkins se le había ordenado personalmente que evitara un enfrentamiento directo con las tropas gubernamentales de facto para evitar la guerra entre los países. y por ello utilizó una retaguardia para mantener a distancia a los carrancistas durante una retirada hasta su punto de partida, el pueblo fortificado de Santa Cruz de Villegas. Dos estadounidenses murieron en la escaramuza, uno desapareció de la retaguardia y otros seis resultaron heridos, mientras que los carrancistas perdieron entre catorce y setenta hombres, según relatos contradictorios.

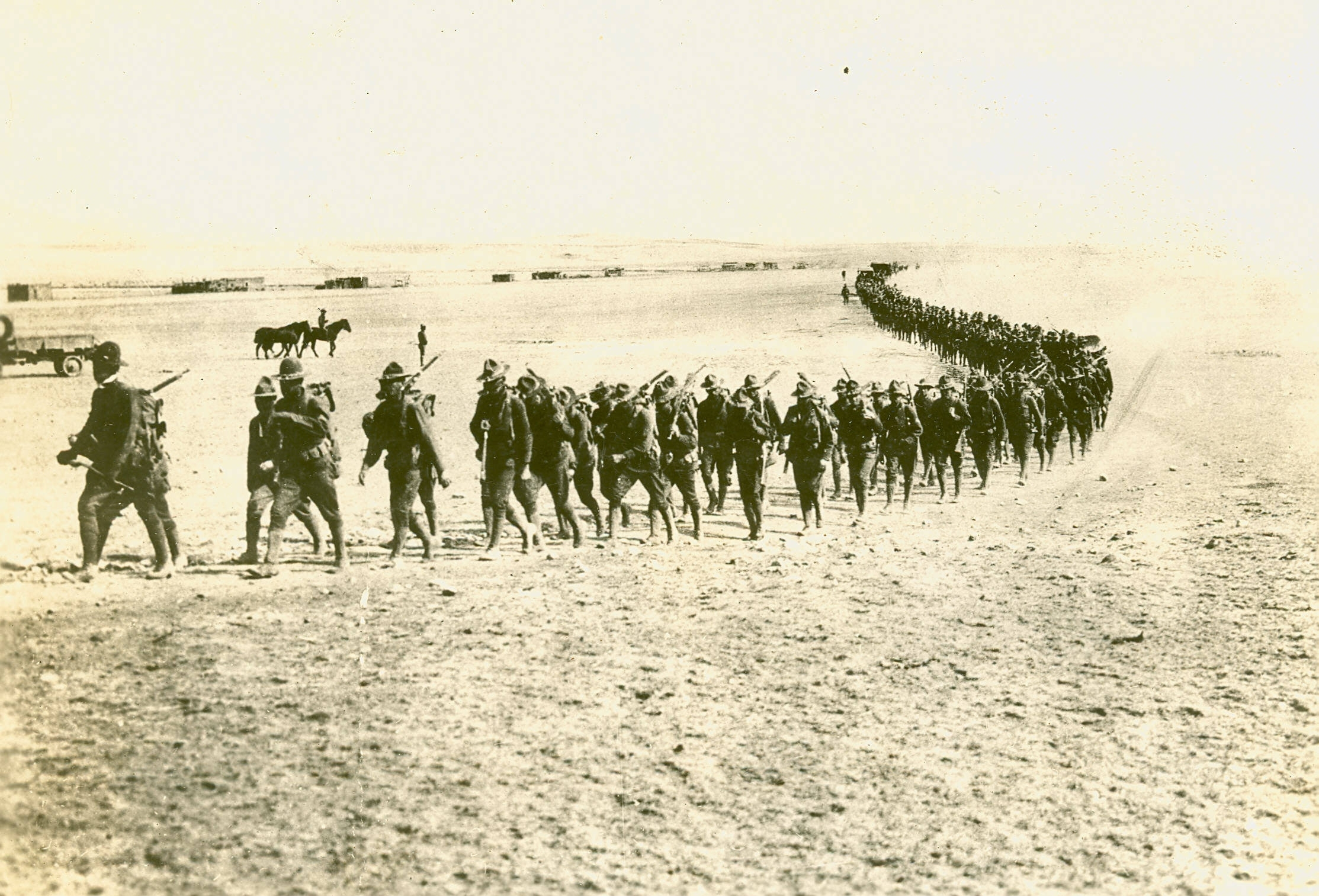
Soldados estadounidenses cruzan las áridas llanuras al sur de Columbus, Nuevo México.

La batalla marcó un punto de inflexión en la campaña. La oposición militar de Carranza obligó a detener la persecución mientras ambas naciones mantenían conversaciones diplomáticas para evitar la guerra. Sólo cuatro días antes, el 8 de abril, el Jefe del Estado Mayor General del Ejército Hugh L. Scott había expresado al Secretario de Guerra Baker que Pershing prácticamente había cumplido su misión y que "no era digno que Estados Unidos estuviera cazando un hombre en un país extranjero". Baker estuvo de acuerdo y así lo aconsejó a Wilson, pero después de la pelea en Parral la administración se negó a retirar la expedición, no queriendo que se considerara que estaba cediendo a la presión mexicana durante un año electoral.
En cambio, el 21 de abril Pershing ordenó a las cuatro columnas que habían convergido cerca de Parral retirarse a San Antonio de Los Arenales (Ciudad Cuauhtémoc, Chihuahua). Una semana más tarde asignó los regimientos de caballería, incluido el recién llegado 5º de Caballería (5º Regimiento de Caballería (Estados Unidos), a cinco distritos creados en el centro de Chihuahua para patrullar y buscar a las bandas más pequeñas.
Mientras ejecutaban la orden de retirada, Dodd y una parte del 7.º de Caballería se enfrentaron el 22 de abril con unos 200 villistas al mando de Candelario Cervantes en el pequeño pueblo de Tomochic. Cuando los estadounidenses entraron al pueblo, los mexicanos abrieron fuego desde las colinas circundantes. Dodd primero envió patrullas para enfrentarse a la retaguardia de los villistas, al este de Tomochi, y después de que éstas fueron "dispersadas", ubicó el cuerpo principal en una llanura al norte y lo puso en acción. Las escaramuzas continuaron, pero después del anochecer los villistas se retiraron y los estadounidenses se trasladaron a Tomochi. El 7.º de Caballería perdió dos hombres muertos y cuatro heridos, mientras que Dodd informó que sus hombres habían matado al menos a treinta villistas.

### Acciones del distrito de patrulla

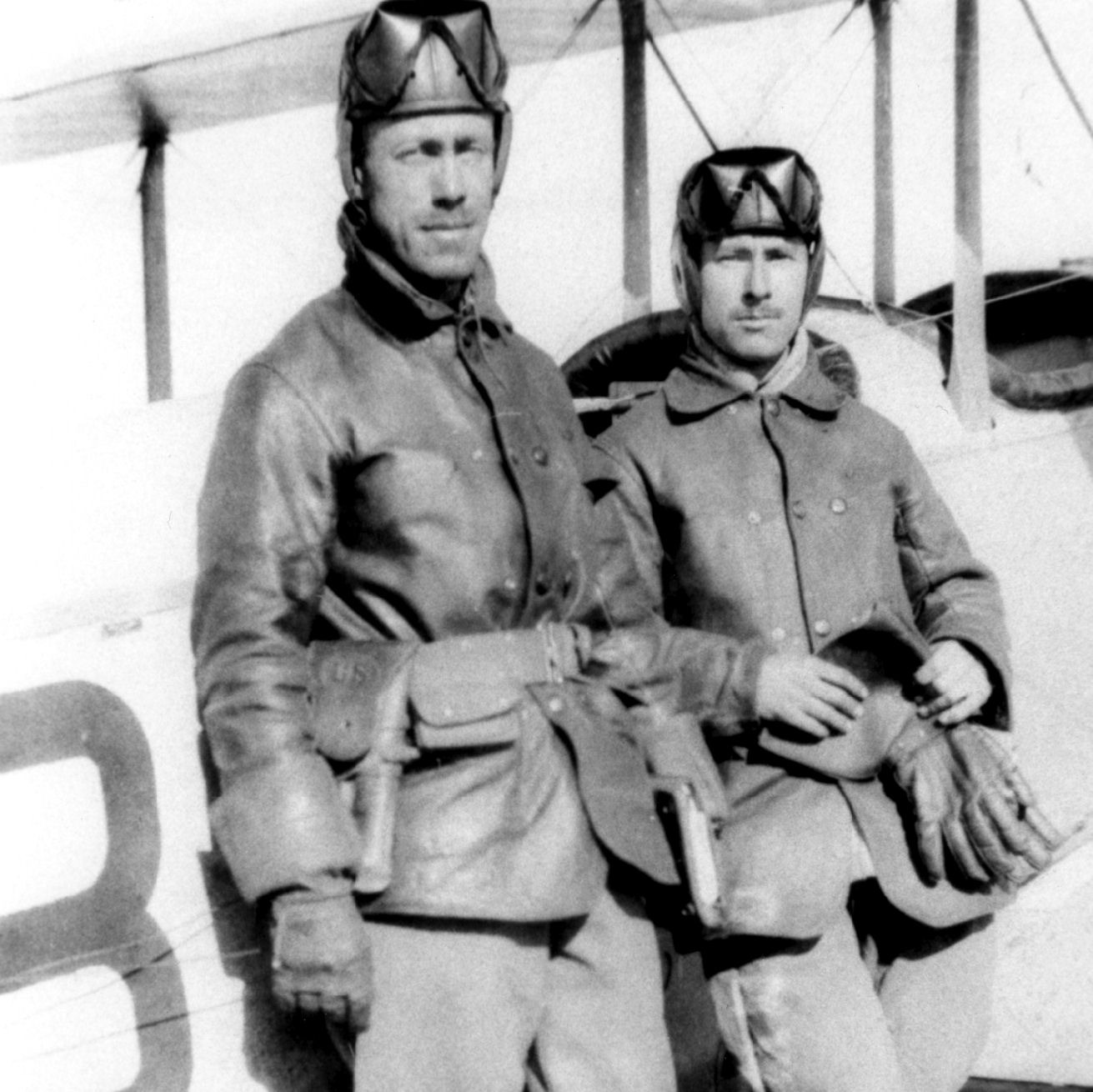
Lts. Herbert Dargue (izquierda) y Edgar S. Gorrell (derecha) posan con Signal Corps n.º 43. en 1916 con el 1er Escuadrón Aero en México durante la Expedición Pancho Villa

Los cinco distritos que Pershing estableció al oeste del Ferrocarril Central Mexicano el 29 de abril de 1916 fueron:
- Distrito de Namiquipa (Décimo de Caballería) al sur del paralelo 30 a Namiquipa;
- Distrito de Bustillos (13° de Caballería), debajo de la parte oriental del Distrito de Namiquipa alrededor de la Laguna de Bustillos hasta San Antonio de Los Arenales y la ciudad de Chihuahua;
- Distrito Guerrero (7° Caballería), debajo de la parte occidental del Distrito Namiquipa y al oeste de los Distritos Bustillos y San Borja;
- Distrito San Borja (11° Caballería), al sur del Distrito Bustillos entre los Distritos Guerrero y Satevo hasta Parral; y
- Distrito de Satevo (5to Caballería), al sureste del Distrito de Bustillos y al este del Distrito de San Borja, al sur de Jiménez

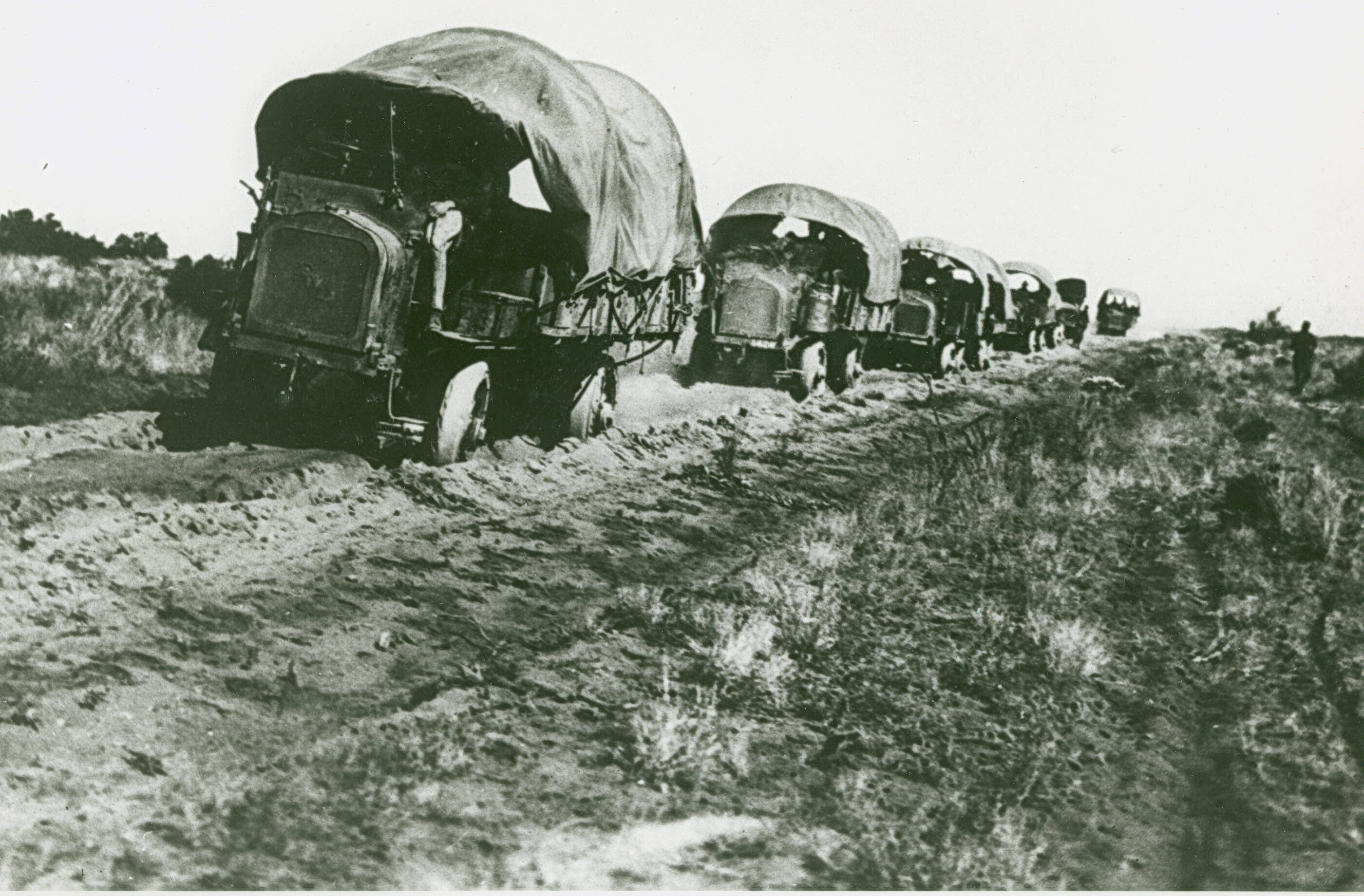
Un convoy motorizado avanza por un camino lleno de baches.

El siguiente enfrentamiento significativo tuvo lugar el 5 de mayo. Una pequeña guarnición carrancista en el pueblo minero de plata de Cusihuiriachi fue atacada por las fuerzas de Villa el 4 de mayo, lo que llevó al comandante de la guarnición a solicitar ayuda de las fuerzas estadounidenses en la cercana San Antonio. Seis tropas del 11.º de Caballería, su pelotón de ametralladoras y un destacamento de Apache Scouts al mando del 1.er teniente. James A. Shannon, con un total de 14 oficiales y 319 hombres, comenzó una marcha nocturna bajo el mando del Mayor Robert L. Howze. Al llegar a Cusihuirischic, Howze descubrió que 140 villistas al mando de Julio Acosta se habían retirado a las montañas del oeste, a un rancho en Ojos Azules, y que el comandante de la guarnición había recibido órdenes de no cooperar con los estadounidenses. Howze se retrasó tres horas en encontrar un guía y cuando localizó el rancho y se dispuso a atacar, ya había amanecido. Cuando los guardias de Acosta y la vanguardia de Howze intercambiaron disparos, Howze y la Tropa A inmediatamente ordenaron una carga con pistolas a través de la hacienda. Al no poder desplegarse en línea, la carga se realizó en columnas de cuatro y se cerró con los elementos villistas que huían. Las otras tropas se desplegaron a ambos lados de la hacienda intentando bloquear la fuga y fueron apoyadas por fuego de ametralladora. Friedrich Katz calificó la acción como "la mayor victoria que lograría la Expedición Punitiva". Sin una sola baja, los estadounidenses mataron a cuarenta y cuatro villistas e hirieron a muchos más. Los supervivientes, incluido Acosta, fueron dispersados.

Para el 5 de mayo de 1916,varios cientos de asaltantes mexicanos, bajo el mando de un oficial villista, atacaron los pueblos geográficamente aislados de Glenn Springs y Boquillas en el Región de Big Bend de Texas. En Glenn Springs, los mexicanos abrumaron a un escuadrón de sólo nueve 14º Regimiento de Caballería soldados que custodiaban la ciudad, le prendieron fuego y luego cabalgaron hasta Boquillas, donde mataron a un niño, saquearon la ciudad y tomó dos cautivos. Los comandantes locales persiguieron a los mexicanos 100 millas dentro del estado de Coahuila para liberar a los cautivos y recuperar la propiedad robada. El 12 de mayo, el Mayor George T. Langhorne y dos tropas del 8.º Regimiento de Caballería de Fort Bliss, Texas, reforzados por el coronel Frederick Sibley y las tropas H y K de la 14.ª Caballería de Fort Clark, rescató a los cautivos en El Pino sin luchar. Tres días después, un pequeño destacamento de caballería se encontró con los asaltantes en Castillon, matando a cinco de los villistas e hiriendo a dos; Los estadounidenses no tuvieron bajas. La fuerza de caballería regresó a Estados Unidos el 21 de mayo después de diez días en México.

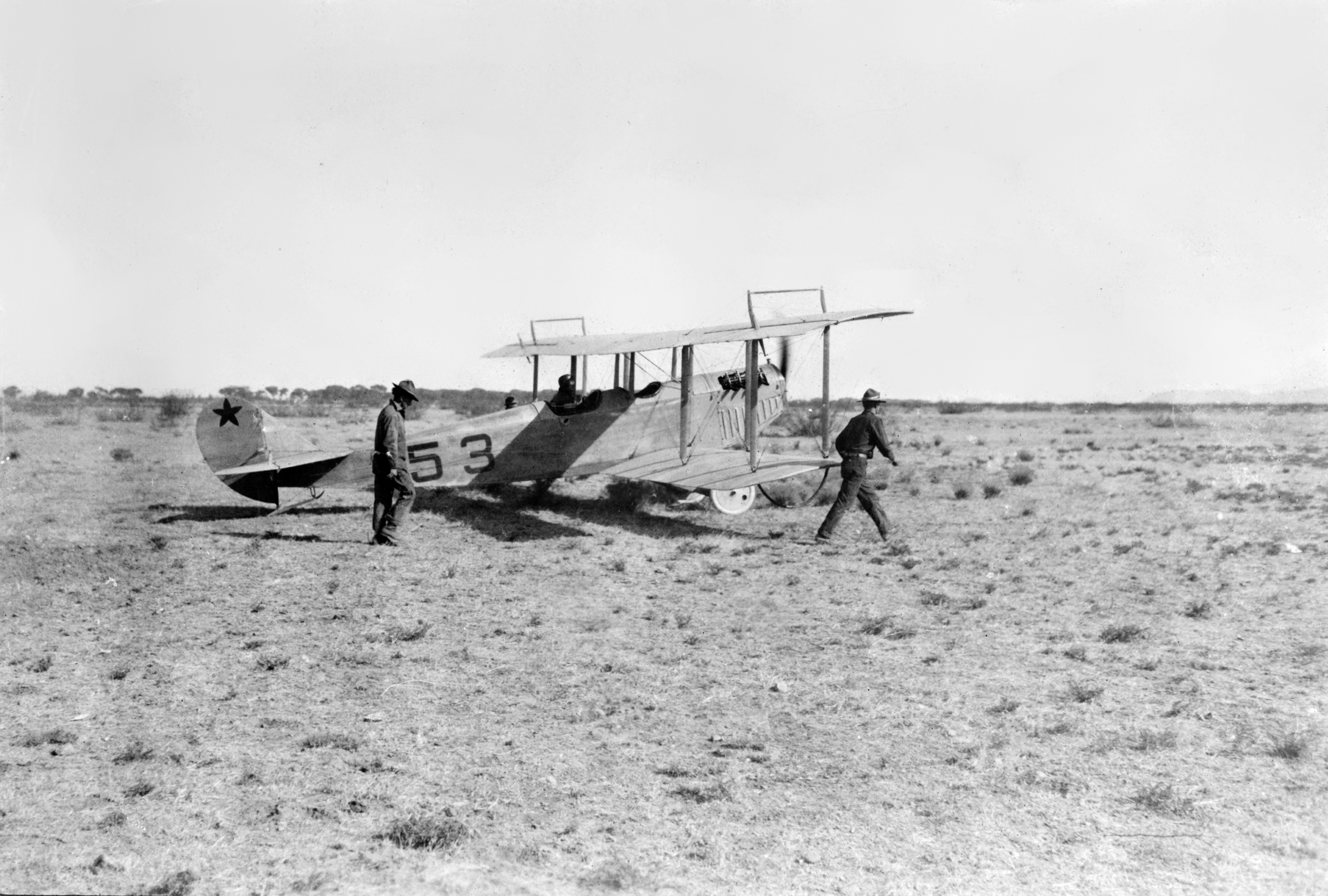
S.C. No. 53, un JN3 del 1er Escuadrón Aero, en Casas Grandes, México

l 14 de mayo, el segundo teniente George S. Patton allanó el rancho San Miguelito, cerca de Rubio, Chihuahua. Patton, un ayudante de Pershing y futuro general de la Segunda Guerra Mundial, estaba buscando comprar algo de maíz a los mexicanos cuando se topó con el rancho de Julio Cárdenas, un importante líder de la organización militar villista. Con quince hombres y tres Dodge turismos, Patton dirigió la primera acción militar motorizada de Estados Unidos, en la que Cárdenas y otros dos hombres fueron asesinados a tiros. Luego, el joven teniente hizo atar a los tres mexicanos al capó de los autos y los condujo de regreso al cuartel general del general Pershing. Se dice que Patton talló tres muescas en el Colt Peacemakers gemelo Pistola Colt Single Action Army que llevaba, representando a los hombres que afirmó haber matado ese día. El general Pershing lo apodó el "Bandito".

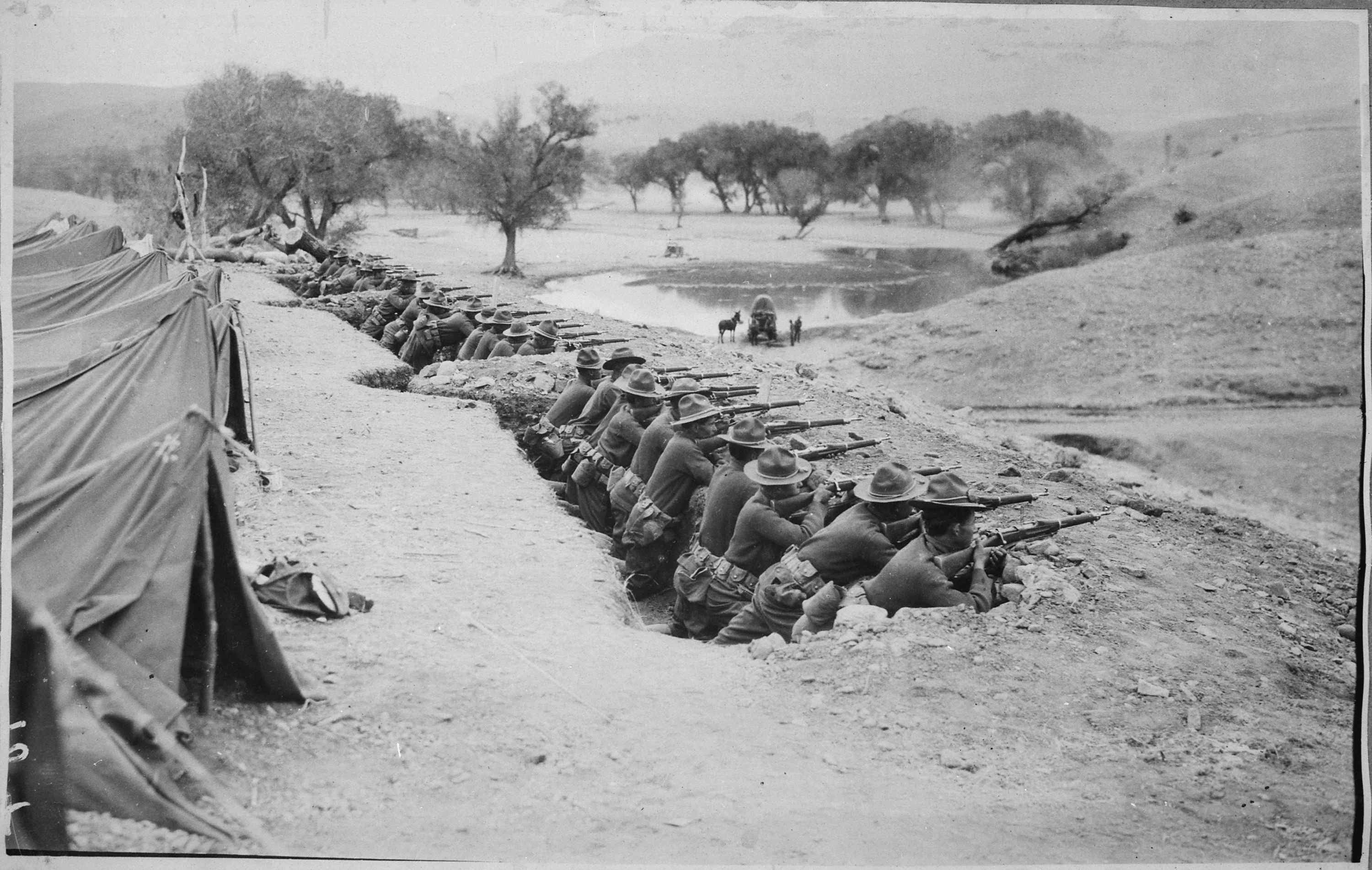
Soldados de la Compañía A del 6.º Regimiento de Infantería del Ejército de EE. UU. estacionados en una trinchera en Las Cruces el 10 de abril de 1916.

Los villistas lanzaron su propio ataque el 25 de mayo. Esta vez una pequeña fuerza de diez hombres del 7º de Caballería estaban buscando ganado perdido y corrigiendo mapas cuando fueron emboscados por veinte rebeldes justo al sur de Cruces. Un cabo estadounidense murió y otros dos hombres resultaron heridos, aunque mataron a dos de los "líderes de los bandidos" y expulsaron al resto.
El 2 de junio, Shannon y veinte exploradores apaches libraron una pequeña escaramuza con algunos de los hombres de Candelaro Cervantes que habían robado algunos caballos del 5.º de Caballería. Shannon y los apaches encontraron el rastro de los rebeldes, que para entonces tenía una semana de antigüedad, y lo siguieron durante algún tiempo hasta que finalmente alcanzaron a los mexicanos cerca del paso de Las Varas, a unas cuarenta millas al sur de Namiquipa. Utilizando el amparo de la oscuridad, Shannon y sus exploradores atacaron el escondite de los villistas, matando a uno de ellos e hiriendo a otro sin pérdidas para ellos. Se pensaba que el villista que murió era el líder ya que llevaba una espada durante la pelea.
Otra escaramuza se libró el 9 de junio, al norte de la sede de Pershing y la ciudad de Chihuahua. Veinte hombres del 13.º de Caballería se encontraron con una fuerza igualmente pequeña de villistas y los persiguieron a través del Cañón de Santa Clara. Tres de los mexicanos murieron y el resto escapó. No hubo bajas estadounidenses.

### Fin de las operaciones activas
El 9 de mayo, en una reunión cara a cara en El Paso, Texas, el Secretario de Guerra y Marina de Carranza, general Álvaro Obregón, amenazó con enviar una fuerza masiva contra las líneas de suministro de la expedición y forzar a expulsarlo de México. Funston reaccionó ordenando a Pershing que retirara todas sus tropas de San Antonio de Los Arenales a la Colonia Dublán. Aunque la orden fue revocada la tarde del 11 de mayo al no existir evidencia de tropas carrancistas. Se encontraron movimientos, los depósitos de suministros más al sur habían sido cerrados y se había enviado material al norte que no podía ser devuelto fácilmente.

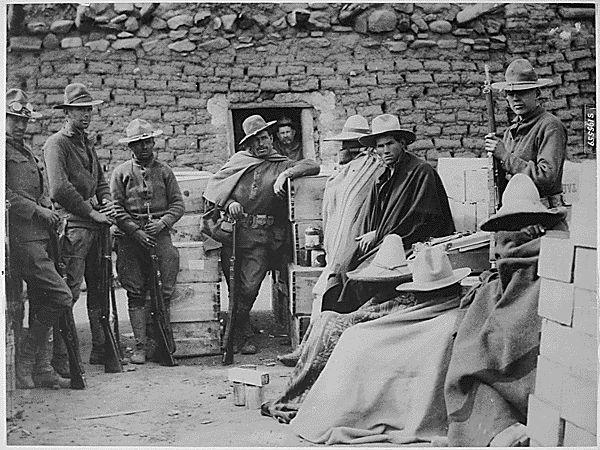
bandidos de Villa que asaltaron Columbus, Nuevo México, capturados por soldados estadounidenses en las montañas de México y retenidos, en un campamento cerca de Namiquipa, el 27 de abril, 1916. 1916-1917

Se ordenó a Pershing que se detuviera en Namiquipa, tomando disposiciones tácticas de sus fuerzas allí y en El Valle al norte. Los movimientos iniciaron una paulatina retirada de la expedición hacia Dublán. El 19 de mayo, unidades del 10.º y 11.º de Caballería regresaron a la base para proteger las líneas de suministro con Columbus y realizar reconocimientos en ausencia del 1.º Escuadrón Aero temporalmente en tierra. A medida que aumentaba la amenaza de guerra con el gobierno de facto, continuó el movimiento hacia el norte. La sede de Pershing abandonó Namiquipa el 21 de junio y se instaló nuevamente en Dublán, después de lo cual el depósito avanzado de suministros en Namiquipa cerró el 23 de junio.
El 29 de junio la expedición se encontró concentrada en la base principal y en un campamento avanzado en El Valle, 60 millas al sur.El último y más costoso enfrentamiento de la Expedición Mexicana se libró el 21 de junio cuando 3 oficiales y 87 hombres de las Tropas C y K del 10.º de Caballería, enviados por separado para explorar las disposiciones carrancistas informadas a lo largo del Ferrocarril Central de México, se combinaron en una sola columna y Se encontró con una fuerza de bloqueo de 300 soldados. Fueron completamente derrotados en la Batalla de Carrizal, con el capitán Charles T. Boyd, el primer teniente Henry R. Adair y diez soldados asesinados,diez heridos y otros 24 (23 militares y 1 guía civil) hechos prisioneros. El resto, incluido el único oficial superviviente, el capitán Lewis S. Morey, fueron rescatados cuatro días después por un escuadrón de socorro del 11.º de Caballería. A los mexicanos no les fue mucho mejor; informaron la pérdida de 24 hombres muertos y 43 heridos, incluido su comandante, el general Félix Uresti Gómez, mientras que Pershing enumeró 42 carrancistas muertos y 51 heridos.
Cuando el general Pershing se enteró de la batalla se enfureció y pidió permiso para atacar la guarnición carrancista en la ciudad de Chihuahua. El presidente Wilson se negó, sabiendo que sin duda iniciaría una guerra.

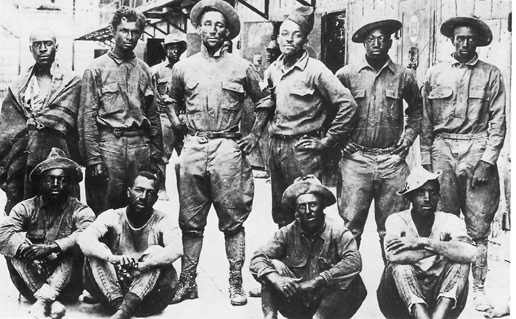
Soldados Búfalo del 10º Regimiento de Caballería estadounidense que fueron hechos prisioneros durante la Batalla de Carrizal, México en 1916

La acción en Parral en abril había hecho que la destrucción de Villa y sus tropas fuera secundaria al objetivo de prevenir nuevos ataques contra las fuerzas estadounidenses por parte de los carrancistas. La batalla en Carrizal llevó a los países al borde de la guerra. y obligó a ambos gobiernos a hacer gestos abiertos de inmediato que mostraran claramente su intención de evitarlo. Aunque Estados Unidos desplegó 100.000 soldados en la frontera, el 4 de julio la crisis principal había pasado.La Expedición Punitiva del Ejército de los Estados Unidos permaneció en la Colonia Dublán indefinidamente como una operación de base fija para ser un incentivo negativo para que el gobierno de Carranza tomara en serio su obligación de capturar a Villa. The El gobierno de Carranza demostró no estar a la altura de la tarea, pero aun así las operaciones estadounidenses dentro de México prácticamente cesaron durante los siguientes seis meses.
En julio se acordó una Alta Comisión Conjunta para las negociaciones con el gobierno de Carranza, y la primera de 52 sesiones se reunió el 6 de septiembre en New London, Connecticut. 
Aunque la comisión llegó a un acuerdo sobre todos los temas, las negociaciones no lograron dar como resultado un acuerdo formal para la retirada de las fuerzas estadounidenses firmado por el gobierno mexicano. A pesar de esto, el 18 de enero de 1917 se ordenó a Pershing que preparara la expedición para regresar a los Estados Unidos, que fue ejecutada entre el 28 de enero y el 5 de febrero. Mientras la expedición hizo una docena de contactos exitosos con grupos villistas en los primeros dos meses de la campaña, matando a muchos de sus subordinados importantes y a 169 de sus hombres, todos los cuales habían participado en el ataque a Colón, fracasó en su otro objetivo importante de capturar a Villa. Sin embargo, entre la fecha de la retirada estadounidense y el retiro de Villa en 1920, las tropas de Villa no volvieron a atacar con éxito los Estados Unidos.

## El fracaso de la Expedición Punitiva
Se dieron combates entre las fuerzas villistas y los soldados estadounidenses quienes sufrieron muchas bajas en San Isidro, Aguacaliente y Puerto de Varas. En Parral los invasores fueron expulsados. Véase también Incidente de Parral (1916)
El ejército estadounidense, compuesto por tropas negras —conocidos anteriormente como soldados Búfalo— al final terminaron luchando en contra de las fuerzas de Carranza, fuerzas constitucionalistas combatieron y derrotaron al invasor en Carrizal a 128 kilómetros al sur de Ciudad Juárez el 21 de junio, 14 soldados estadounidenses fueron muertos y se tomaron prisioneros otros 24, una guerra a escala completa parecía inminente entre México y EE. UU. 
Pero ninguno de los dos países quería la guerra. Después de conversaciones diplomáticas, Carranza liberó a los prisioneros estadounidenses. Ante el fracaso de Pershing, viendo deterioradas las relaciones e inminente la participación de Estados Unidos en la Primera Guerra Mundial, en octubre la Casa Blanca aceptó negociar con los enviados de Carranza quienes en noviembre lograron la firma de un convenio en el cual Estados Unidos se comprometía a retirar las tropas, lo que no se inició hasta el 5 de febrero de 1917 cuando en Querétaro era aprobada la nueva constitución.
Pancho Villa al enterarse de la retirada de las tropas estadounidenses de México, dijo: "Ese Pershing vino aquí como un águila y se fue como una gallina mojada". Villa quien ya estaba totalmente recuperado de una herida que tuvo en la batalla de San Isidro, regreso con más fuerza a la lucha revolucionaria en contra de Venustiano Carranza.
A pesar de que la expedición fue un fracaso, la experiencia adquirida por Pershing fue demostrada en su intervención durante la Primera Guerra Mundial. Adicionalmente, muchos de los hombres que acompañaron a Pershing a México, lo siguieron a Francia.
Grandes generales de la Segunda Guerra Mundial como Ike Eisenhower y George Patton tuvieron su bautismo de fuego en esta expedición, en la cual participaron cuando tenían el grado de tenientes.
| Batalla                    | Fecha               | Bando 1        | Bando 2   | Resultado                  |
| -------------------------- | ------------------- | -------------- | --------- | -------------------------- |
| Batalla de San Isidro      | 27 de marzo de 1916 | Estados Unidos | Villistas | Victoria Villista          |
| Batalla de Guerrero        | 29 de marzo de 1916 | Estados Unidos | Villistas | Victoria táctica villista  |
| Batalla de Aguacaliente    | 3 de abril de 1916  | Estados Unidos | Villistas | Victoria Villista          |
| Incidente de Parral        | 12 de abril de 1916 | Estados Unidos | México    | Victoria Mexicana          |
| Batalla de Puerto de Varas | 18 de abril de 1916 | Estados Unidos | Villistas | Victoria Villista          |
| Batalla de Tomóchic        | 22 de abril de 1916 | Estados Unidos | Villistas | Victoria Villista          |
| Asalto de Ojos Azules      | 5 de mayo de 1916   | Estados Unidos | Villistas | Victoria de Estados Unidos |
| Asalto de Glenn Springs    | 5 de mayo de 1916   | Estados Unidos | Villistas | Victoria Villista          |
| Batalla de El Carrizal     | 21 de junio de 1916 | Estados Unidos | México    | Victoria Mexicana          |